# Suisse au Concours Eurovision de la chanson 1972
La Suisse a participé au Concours Eurovision de la chanson 1972 le 25 mars à Édimbourg, Écosse, au Royaume-Uni. C'est la 17e participation suisse au Concours Eurovision de la chanson.
Le pays est représenté par la chanteuse Véronique Müller et la chanson C'est la chanson de mon amour, sélectionnées par la SRG SSR au moyen d'une finale nationale.

## Sélection

### Concours Eurovision 1972
La Société suisse de radiodiffusion et télévision (SRG SSR), organise la sélection suisse Concours Eurovision 1972, pour sélectionner l'artiste et la chanson représentant la Suisse au Concours Eurovision de la chanson 1972.

#### Finale
La finale suisse a lieu début 1972.
Six chansons participent à la finale suisse. Les différentes chansons sont interprétées en allemand et en français, langues officielles de la Suisse. Peu d'informations reste à ce jour connu à propos de cette finale nationale.
| Ordre | Artiste            | Chanson                       | Langue   | Traduction                    | Place |
| ----- | ------------------ | ----------------------------- | -------- | ----------------------------- | ----- |
| 1     | Pierre Alain       | Le Chercheur d'or             | Français | -                             | NC    |
| 2     | Pierre Alain       | Capitaine                     | Français | -                             | NC    |
| 3     | Carola             | Tout ira bien                 | Français | -                             | NC    |
| 4     | Véronique Müller   | La Rose et le Tambour         | Français | -                             | NC    |
| 5     | Véronique Müller   | C'est la chanson de mon amour | Français | -                             | 1     |
| 6     | Rocky Till Singers | Lass mich beten für die Liebe | Allemand | Laisse moi prier pour l'amour | NC    |

Lors de cette sélection, c'est la chanson C'est la chanson de mon amour, interprétée par Véronique Müller, qui fut choisie. Le classement des autres chansons n'est pas connu.
Le chef d'orchestre sélectionné pour la Suisse à l'Eurovision 1972 est Jean-Pierre Festi.

## À l'Eurovision
Chaque pays a un jury de deux personnes. Chaque juré attribue entre 1 et 5 points à chaque chanson.

### Points attribués par la Suisse
| 9 points | Italie                                   |
| 8 points | Royaume-Uni                              |
| 7 points | Autriche                                 |
| 6 points | Luxembourg Pays-Bas Portugal             |
| 5 points | Allemagne                                |
| 3 points | Belgique Espagne Finlande France Irlande |
| 2 points | Malte Monaco Norvège Suède Yougoslavie   |

### Points attribués à la Suisse
| 10 points                                            | 9 points                                             | 8 points   | 7 points                          | 6 points           |
| ---------------------------------------------------- | ---------------------------------------------------- | ---------- | --------------------------------- | ------------------ |
|                                                      |                                                      | - Autriche | - Finlande - Luxembourg - Norvège | - Irlande - Monaco |
| 5 points                                             | 4 points                                             | 3 points   | 2 points                          |                    |
| - Espagne - France - Italie - Pays-Bas - Yougoslavie | - Allemagne - Belgique - Malte - Suède - Royaume-Uni |            | - Portugal                        |                    |

Véronique Müller interprète C'est la chanson de mon amour en 8e position, suivant le Portugal et précédant Malte.
Au terme du vote final, la Suisse termine 8e sur 18 pays, ayant reçu 88 points,.